# انقلاب و ضد انقلاب در آلمان

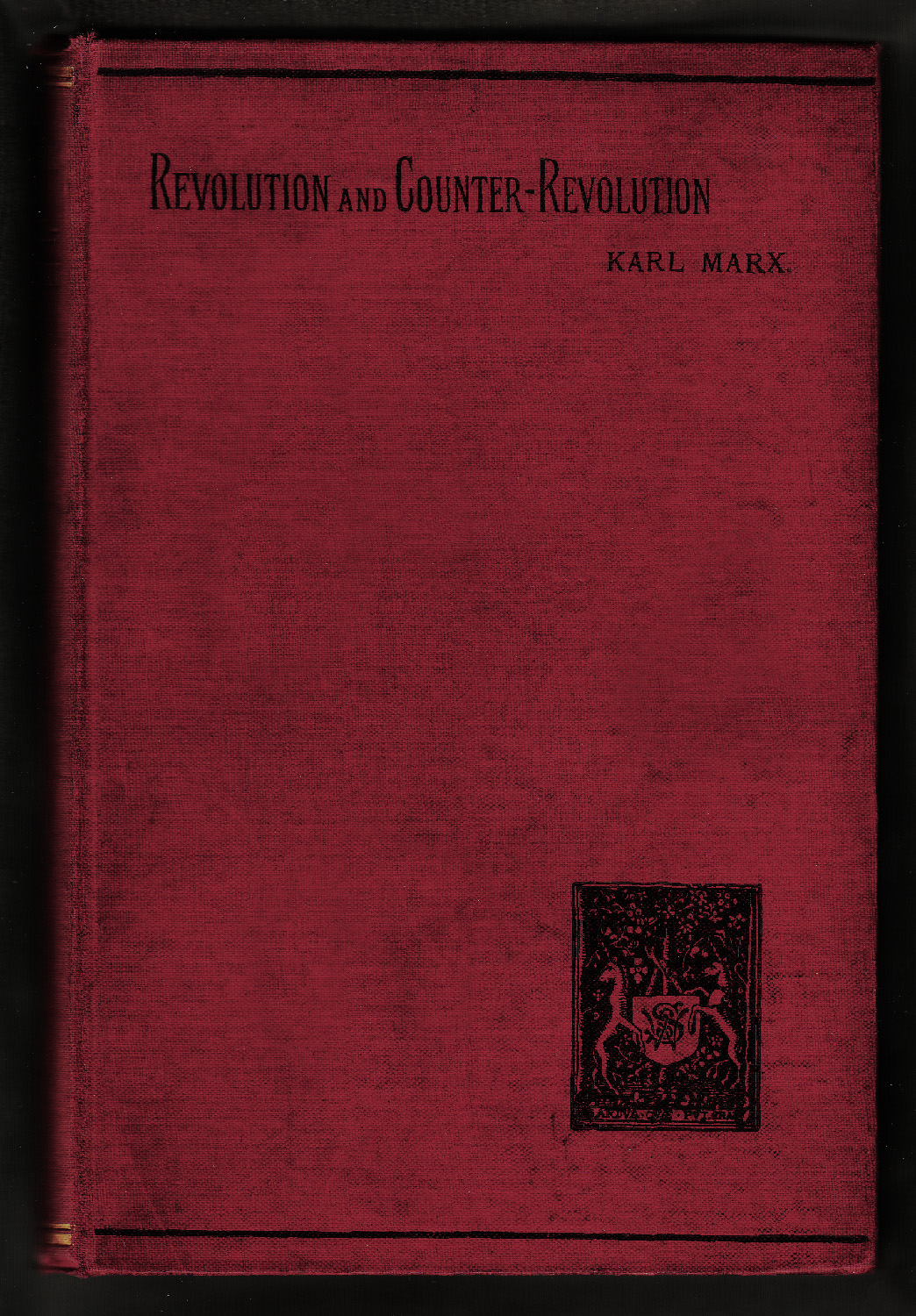
نمایی از جلد نسخهٔ آلمانی کتاب انقلاب و ضد انقلاب در آلمان، چاپ ۱۸۹۶

انقلاب و ضد انقلاب در آلمان (انگلیسی: Revolution and Counter-Revolution in Germany) کتابی نوشته فردریش انگلس با همکاری کارل مارکس است. کتاب در اصل مجموعه مقالاتی بوده‌است که بنام کارل مارکس در سال‌های ۱۸۵۱ تا ۱۸۵۲ در روزنامه نیویورک دیلی تریبون چاپ شده بود. مقالات برای نخستین بار با ویراستاری النور مارکس در سال ۱۸۹۶ به صورت کتاب منتشر شد. تا سال ۱۹۱۳ انگلس به عنوان نویسنده این کتاب شناخته نمی‌شد و حتی در برخی نسخه‌های منتشر شده تا سال ۱۹۷۱ مارکس به اشتباه به عنوان نویسنده معرفی می‌شد.

## محتوا
انقلاب و ضد انقلاب در آلمان شرحی از وقایع پروس، اتریش و ایالت‌های آلمان در سال ۱۸۴۸ است که تأثیر این وقایع بر آرمانهای طبقه کارگر، طبقه متوسط و همچنین ایده اتحاد آلمان را شرح می‌دهد. وقایع اتریش و پروس همراه با نقش لهستانی‌ها، چک‌ها و پان اسلاوها که انگلس مخالف آن‌ها بود بررسی شده‌است. همچنین انگلس به بحث در مورد دادگاه کمونیستی کلن که در آن برخی از متهمان پس از مشخص شدن جعلی بودن مدارک تبرئه شدند می‌پردازد.